# Aarón Díaz
Aarón Díaz (Puerto Vallarta, Jalisco, 7 de marzo de 1982) es un actor, cantante, modelo y empresario mexicoestadounidense.

## Carrera
Creció entre San Miguel de Allende, Guanajuato y Palo Alto, California. Es hijo del mexicano Gilberto Díaz y la estadounidense Robin Spencer. Díaz culminó sus estudios en la institución Palo Alto High School en Palo Alto, antes de regresar con su familia a México, para después estudiar en el Centro de Educación Artística CEA de Televisa en Ciudad de México.
Hizo su debut en la telenovela Clase 406 en el año 2002 en donde interpreta el tema musical «Jamás», actuando después en Corazones al límite coprotagonizando con Sherlyn y Sara Maldonado. Participó en la telenovela Barrera de amor protagonizada por Yadhira Carrillo, como uno de los protagonistas juveniles.
Desempeñó el protagónico en la versión mexicana de la serie argentina Floricienta, titulada Lola, érase una vez, compartiendo créditos con Eiza González y Grettell Valdez. Aparte de la actuación, Díaz es también cantante y lanzó su disco llamado Enamórate de mí en junio de 2009.
Ha lanzado su línea de ropa llamada «Perra» en el mes de agosto de 2009, con lo cual debuta como diseñador y empresario.
En agosto de 2009 la revista People en Español lo nombró el más guapo de la lista de «Los 25 hombres más guapos».
En 2010/2011 fue el estelar masculino de la telenovela Teresa en el rol de Mariano al lado de Angelique Boyer. Para la misma compuso e interpretó dos temas musicales que llevan por nombre No puedo dejar de amarte y Teresa.
En diciembre de 2010 salió a la venta un calendario para 2011 con fotografías del actor. Tiene edición de calendario 2012 también con fotografías suyas, el cual se comercializó a partir de diciembre de 2011.
Protagoniza la película Todo un hombre.
En 2012 tiene el papel antagónico en la telenovela El Talismán para Univision.
En 2013 protagoniza la telenovela de Telemundo llamada Santa diabla.
En enero de 2014 fue la portada de la revista Men´s Health.
Entre 2014 y 2015 protagoniza la telenovela Tierra de reyes junto a Ana Lorena Sánchez.
Entre 2016 y 2017 trabajó en la serie de televisión Quántico  de ABC, en el papel regular del reportero gráfico León Vélez.
En 2019 trabaja en la serie televisiva Betty en NY y vuelve al cine en la película No manches Frida 2.
En abril de 2020 lanzó "Piscis" que es una plataforma digital, por suscripción,  para promover un estilo de vida saludable y que consiste en un programa de ejercicios por cuatro semanas, acompañado de planes alimenticios para permanecer saludable.

### Vida personal
Contrajo nupcias el 29 de agosto de 2009 en Las Vegas, Nevada, Estados Unidos con la actriz Kate del Castillo y refrendó con la ceremonia religiosa bajo la Iglesia Episcopal en San Miguel de Allende (México) el 5 de septiembre del mismo año. El matrimonio finalizó con su separación en julio de 2011.
En 2012 forma pareja con la cantante argentina Lola Ponce con quien contrajo matrimonio en mayo de 2015. Tuvieron su hija de nombre Erin Díaz el 27 de febrero de 2013, y el 16 de agosto de 2014, nace en la ciudad de Miami su segunda hija Regina.

## Trayectoria

### Filmografía
- Betty en NY (2019): Ricardo Calderón[33]
- Tierra de reyes (2014-2015): Arturo Rey Gallardo León.
- Los miserables (2014): César Mondragón Bianchi.
- Santa diabla (2013-2014): Santiago Cano.
- Rosario (2012): Esteban Martínez
- El Talismán (2012): Antonio Negrete.
- Teresa (2010-2011): Mariano Sánchez Suárez.
- Terminales (2008): Sebastián.[34]
- Lola, érase una vez (2007-2008): Alexander Von Ferdinand.
- Barrera de amor (2005-2006): Andrés Romero.
- Corazones al límite (2004): Braulio Vallardes Smith.[35]
- Clase 406 (2002-2003): Enrique González, kike.
- El juego de la vida (2001-2002): Enrique González, Kike.

### Series
- Díaz a caballo (2024): Él mismo[36]
- Reconexión México (2024): Él mismo[37]
- Toda la sangre (2022): Casasola[38]
- ¿Quién cocina esta noche? (2022): Él mismo[39]
- Quantico (2016-2017): León Vélez[40]
- Pan Am (2011): Miguel.[41]

### Teatro
- Vaselina: Danny[42]

### Cine
- Espina (2025) - Eduardo.[43]
- Sayen: La cazadora (Amazon Prime) (2024) - Fisk.[44]
- Invitación a un asesinato (Netflix) (2023) - Naram.[45]
- No manches Frida 2 (2019) - Mario.[46]
- Amor Xtremo (2006) - Sebastián.[47]

### Discografía
- Santa diabla - a dúo con Carlos Ponce - (Tema de la telenovela homónima) (2013)[48]
- No puedo dejar de amarte y Teresa (temas de la telenovela Teresa) (2010)
- Enamórate de mí (2009)
- Clase 406

### Publicidad
- Bridgerton para Netflix (2024)[49]
- Perry Ellis Fragrance (2017)[50]
- OVS Underwear (2016)[51]

## Premios y nominaciones
| Año  | Premiación            | Categoría                            | Nominados       | Resultados |
| ---- | --------------------- | ------------------------------------ | --------------- | ---------- |
| 2006 | Premios Califa de Oro | Destacada actuación                  | Barrera de amor | Ganador    |
| 2011 | People en Español     | Mejor actor                          | Teresa          | Nominado   |
| 2011 | People en Español     | Mejor pareja (con Angelique Boyer)   | Teresa          | Nominado   |
| 2013 | People en Español     | Mejor actor                          | Santa diabla    | Nominado   |
| 2013 | People en Español     | Mejor pareja (con Gaby Espino)       | Santa diabla    | Nominado   |
| 2014 | Premios Tu Mundo      | Protagonista favorito                | Santa diabla    | Nominado   |
| 2014 | Premios Tu Mundo      | La pareja perfecta (con Gaby Espino) | Santa diabla    | Nominado   |